# Divize D 1974/1975
V soubojích 10. ročníku Moravskoslezské divize D 1974/75 (jedna ze skupin 4. fotbalové ligy) se utkalo 16 týmů každý s každým dvoukolovým systémem podzim–jaro. Tento ročník začal v srpnu 1974 a skončil v červnu 1975.

## Nové týmy v sezoně 1974/75
- Ze III. ligy – sk. B 1973/74 sestoupilo do Divize D mužstvo TJ KPS Brno.
- Z Jihomoravského krajského přeboru 1973/74 postoupilo vítězné mužstvo TJ Spartak Uherský Brod.
- Ze Severomoravského krajského přeboru 1973/74 postoupilo vítězné mužstvo TJ Baník 1. máj Karviná.

## Konečná tabulka
Zdroj: 
| Poř. | Tým                          | Z  | V  | R  | P  | VG | OG | B  |
| ---- | ---------------------------- | -- | -- | -- | -- | -- | -- | -- |
| 1.   | TJ Baník Havířov             | 30 | 18 | 8  | 4  | 52 | 24 | 44 |
| 2.   | TJ Slavia Kroměříž           | 30 | 15 | 7  | 8  | 44 | 30 | 37 |
| 3.   | TJ Železárny Prostějov       | 30 | 15 | 5  | 10 | 48 | 38 | 35 |
| 4.   | TJ Zbrojovka Brno „B“        | 30 | 11 | 12 | 7  | 42 | 23 | 34 |
| 5.   | TJ KPS Brno (S)              | 30 | 13 | 8  | 9  | 37 | 36 | 34 |
| 6.   | TJ VOKD Poruba               | 30 | 11 | 10 | 9  | 47 | 40 | 32 |
| 7.   | TJ ZKL Brno                  | 30 | 11 | 10 | 9  | 36 | 31 | 32 |
| 8.   | TJ JTT Veselí nad Moravou    | 30 | 10 | 10 | 10 | 40 | 27 | 30 |
| 9.   | TJ Jiskra Otrokovice         | 30 | 10 | 10 | 10 | 31 | 36 | 30 |
| 10.  | TJ US Uničov                 | 30 | 12 | 4  | 14 | 39 | 39 | 28 |
| 11.  | TJ Baník Důl Doubrava-Orlová | 30 | 9  | 9  | 12 | 28 | 32 | 27 |
| 12.  | TJ Modeta Jihlava            | 30 | 7  | 12 | 11 | 24 | 32 | 26 |
| 13.  | VTJ Kroměříž                 | 30 | 9  | 5  | 16 | 26 | 37 | 23 |
| 14.  | TJ Baník 1. máj Karviná (N)  | 30 | 8  | 7  | 15 | 31 | 58 | 23 |
| 15.  | TJ Moravská Slavia Brno      | 30 | 8  | 7  | 15 | 22 | 43 | 23 |
| 16.  | TJ Spartak Uherský Brod (N)  | 30 | 8  | 6  | 16 | 36 | 55 | 22 |

Poznámky:
- Z = Odehrané zápasy; V = Vítězství; R = Remízy; P = Prohry; VG = Vstřelené góly; OG = Obdržené góly; B = Body; (S) = Mužstvo sestoupivší z vyšší soutěže; (N) = Mužstvo postoupivší z nižší soutěže (nováček)

|  | Postup do III. liga – sk. B 1975/76                |
|  | Sestup do Jihomoravského krajského přeboru 1975/76 |